# Proechimys brevicauda
Proechimys brevicauda (короткохвостий щетинець) — вид гризунів родини щетинцевих, який мешкає в західній Амазонії у південній Колумбії, східному Еквадорі, східному Перу, північній Болівії, а також у верхів'я Ріу Журуа, на заході Бразилії. Цей вид досягає 500 м над рівнем моря біля підніжжя Анд. Проживає в сухих лісах і в змінених людиною лісах, в тому числі з високою щільністю бамбука, а також на покинутих сільськогосподарських ділянках. У затоплюваних лісах зустрічається менше.

## Етимологія
Назва походить від лат. Brevis — «короткий» і cauda — «хвіст», таким чином brevicauda — «короткий хвіст».

## Морфологія
Морфометрія. Довжина голови й тіла: 22,2—24 см, довжина хвоста: 11—16,3 см, довжина задньої стопи: 42—53 мм, довжина вуха: 18—24 мм, маса: 143—386 грам.
Опис. Середніх розмірів голчастий щур, тіло струнке, голова вузька, видовжена. Очі великі, темно-коричневі. Вуха голі або з кількома розкиданими короткими волосками, від темно-сірого до коричневого кольору, розмір відносно невеликий, більше довгі ніж широкі, й підняті виступають над маківкою. Вібриси довгі, деякі сягають вух і плечей. Спинне хутро жорстке і щетинисте, щетини помітніші на середині спини, колір рівномірний темно-червонувато-коричневий з домішками темного волосся. Середня лінія спини, як правило, чорнувата. Боки, як правило, блідіші, від сіро-коричневого до жовтувато-коричневого кольору. Однією з найхарактерніших рис цього виду є наявність бічної смуги рудувато-коричневого волосся, яка простягається через підборіддя, горло і черевну область, охоплюючи весь живіт. Область черева сірувато-червона з білуватим відтінком і добре контрастує з боками. Хвіст на вигляд голий, але насправді тонко вкритий волоссям, малим, тонким і розсіяним, яке дозволяє бачити поверхню хвоста. Середній розмір хвоста менший ніж у інших видів роду. Ноги середнього розміру, від кремового до темно-коричневого кольору, кремезні, з короткими пальцями і довгими товстими кігтями. Каріотип, 2n=28.

## Поведінка
Веде нічний, наземних і самітній спосіб життя. Їсть насіння і плоди. Коли їжі вдосталь, може зберігати в своєму помешканні пальмові горіхи та тверді фрукти. У меншій мірі харчується грибами, ніжним листям й, можливо, комахами. День проводить у притулку в порожнинах стовбура, в отворах в землі або серед густої рослинності. Мабуть, не мають вираженого піку розмноження, тому самиці можуть народити в будь-який час року. Середній розмір приплоду — 2 (діапазон від одного до чотирьох).

## Загрози та охорона
Серйозних загроз для цього виду немає. Цих гризунів вживає в їжу місцеве корінне населення. Гризун проживає у кількох охоронних районах.